# Erodium primulaceum
Erodium primulaceum Welw. ex Lange, es una planta forrajera que crece localizada en la península ibérica y Marruecos. Lugares yermos, herbáceos, suelos con ligera capa de arcilla, prados secos de montaña y cultivos.

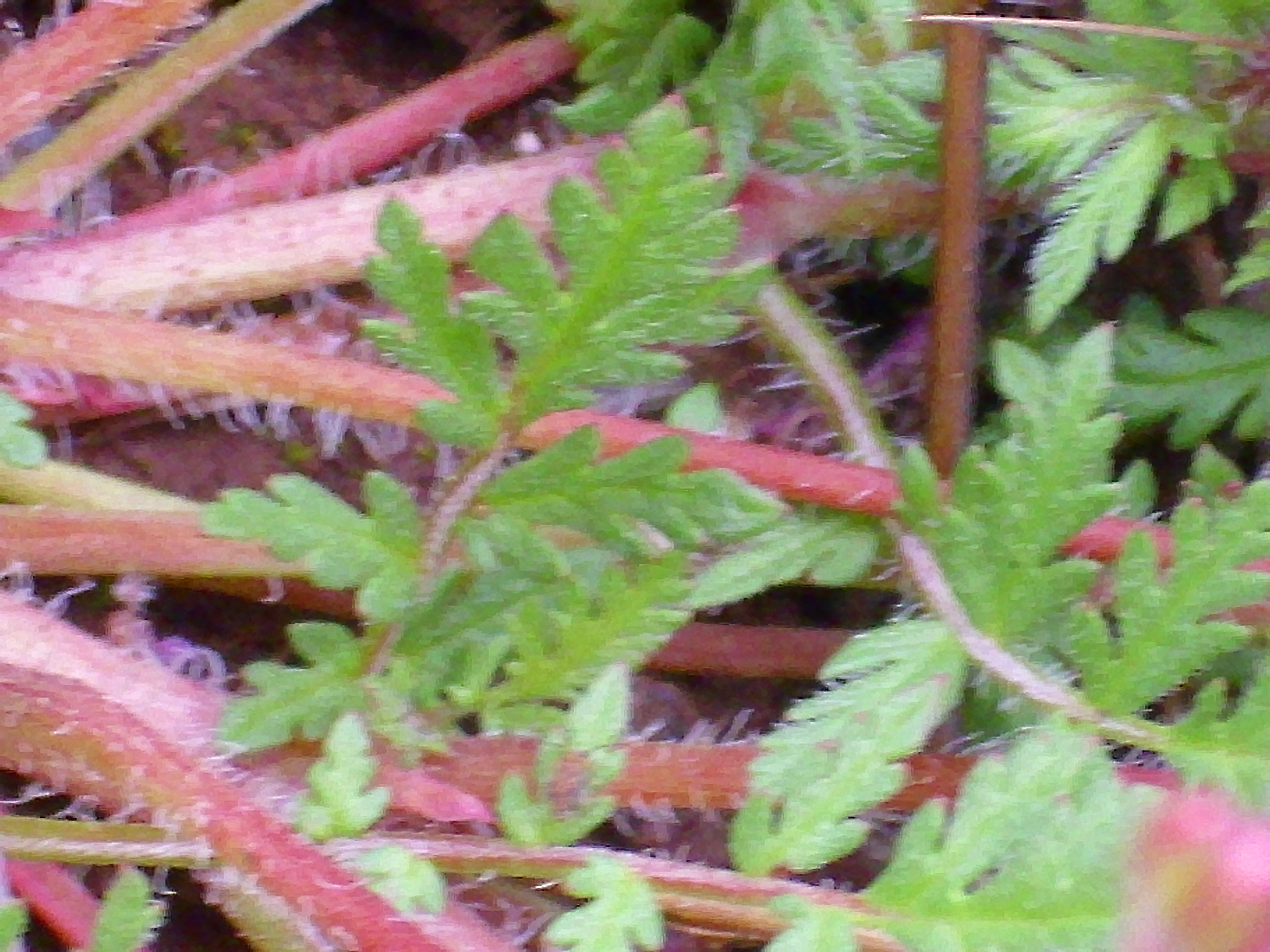
Tallos y hojas

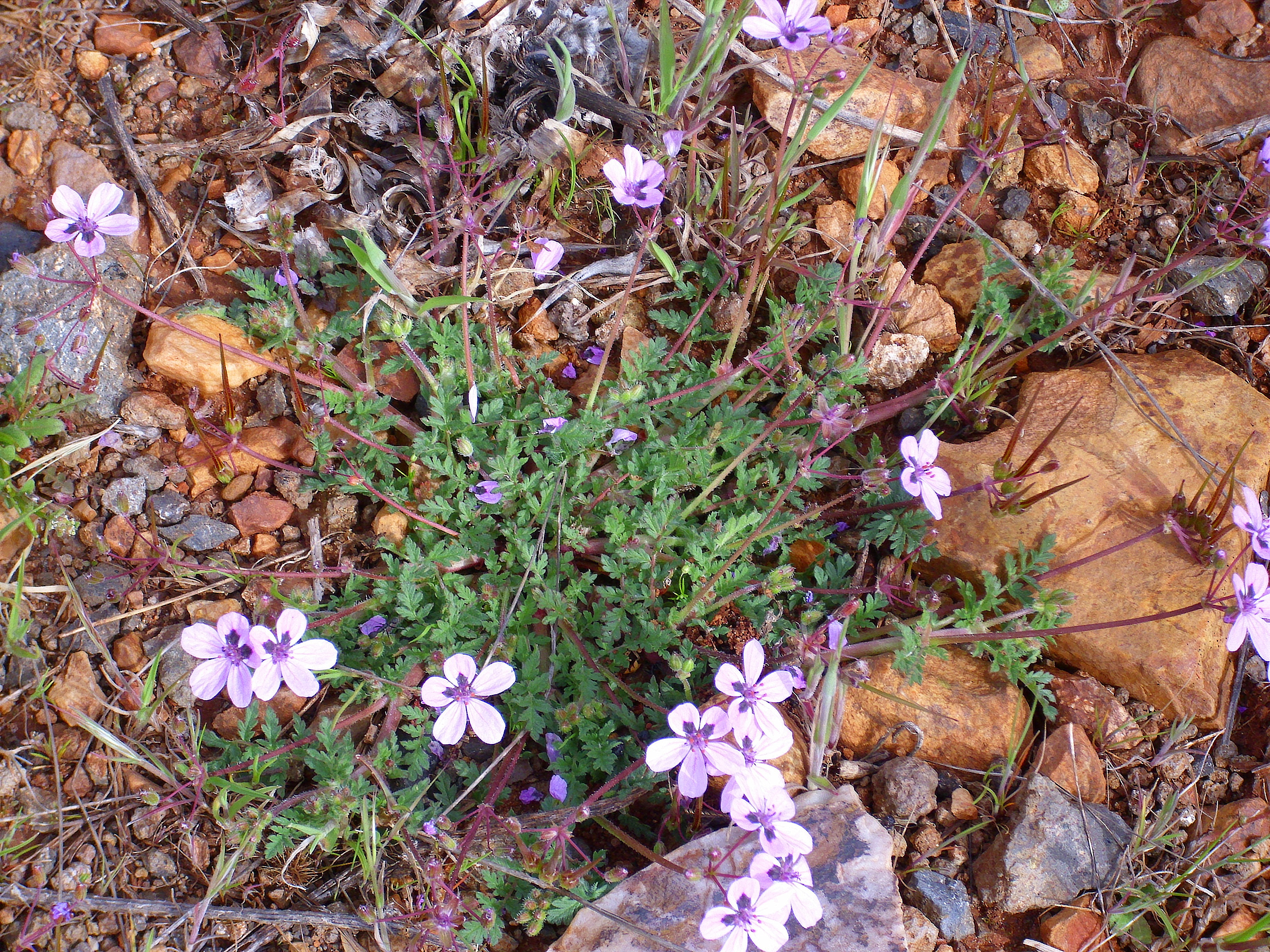
En su hábitat

## Hábitat
Campos incultos, baldíos, cultivos. Se encuentra ligada a suelos calcáreos y arcillosos. Comportamiento arvense, a veces rupícola. Muy frecuente en suelos arcillosos poco profundos en prados y herbazales efímeros en bordes de bosques. También en barbechos, campos baldíos y lindes de cultivos. Desde los 20 hasta los 1.400 m s. n. m. Piso Termo-Mesomediterráneo. Ombroclima seco. 

Muy abundante en todo el territorio de la península ibérica, distribución general muy fragmentaria en la mitad norte, más abundante en la mitad sur de España. Noroeste de África (Marruecos).

## Características

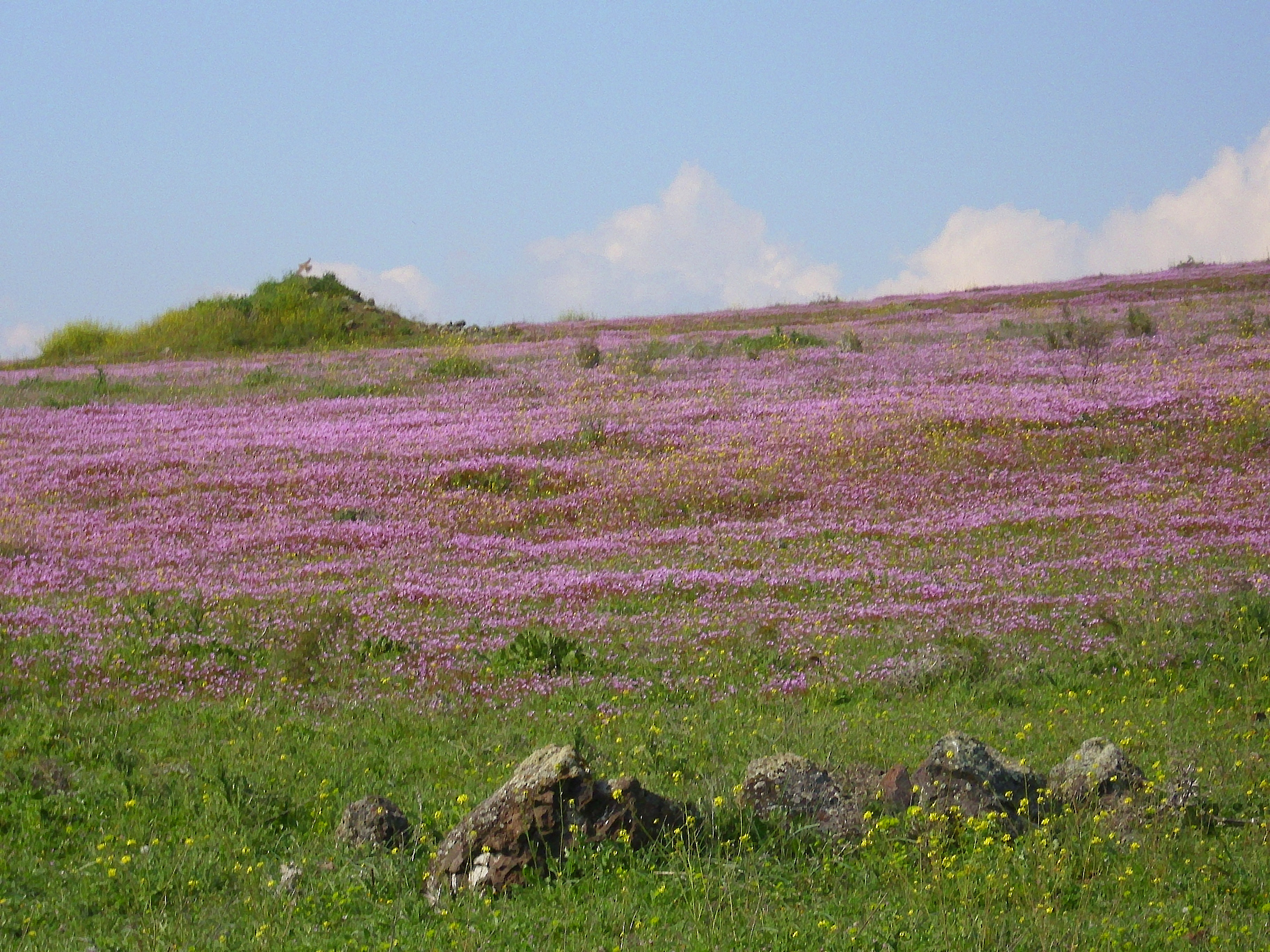
Mancha floral de Erodium primulaceum en el Campo de Calatrava.

Hierbas anuales, caulescentes de 5 dm de altura erectos o ascendentes, a menudo teñidos de púrpura en los nudos y estípulas. Hojas de 10 a 200 x 8 a 40 mm, pinnadas, con pinnas dentadas, inciso-dentadas o pinnatisectas, pubescentes, generalmente con pelos setosos eglandulares. Inflorescencia en umbelas con 1 a 7 flores. Brácteas ovadas, generalmente soldadas en la base, ciliadas, a menudo teñidas de púrpura. Sépalos de 5 a 7 mm en la fructificación, ovado-lanceolados, a veces mucronados, densamente pubescentes en la base y más laxamente en el resto, con pelos sedosos cortos y adpresos. Pétalos de 8 a 16 mm, obovados, desiguales, rosados y con base blanquecina; los 2 superiores con mancha púrpura oscura casi negra en la base ( lo que lo diferencia junto con su mayor tamaño de Erodium cicutarium). Mericarpos de 4,5 a 5,5 mm, con pelos erectos abundantes, con foveolas eglandulosas y un surco infrafoveolar. Aristas sin fibras en la base. Su número cromosómico: 2n = 20 (Córdoba) Florece de diciembre a junio.

## Medicina popular
- Utilizada contra las hemorragias uterinas
- Diurético

## Taxonomía
Erodium primulaceum fue descrita por Welw. ex Lange y publicado en Index Seminum (Copenhagen) 1863: 23. 1864.
Sinonimia
- Erodium cicutarium var. primulaceum Lange	[5]